# پایگاه هوایی هاتزر
پایگاه هوایی هاتزر (به انگلیسی: Hatzor Airbase) یک فرودگاه نظامی است که یک باند فرود آسفالت دارد و طول باند آن ۲۴۰۹ متر است. این فرودگاه در کشور اسرائیل قرار دارد و در ارتفاع ۴۵ متری از سطح دریا واقع شده است. اسکادران ۱۴۴ در این پایگاه قرار دارد.